# Șura Mare
Șura Mare – wieś w Rumunii, w okręgu Sybin, w gminie Șura Mare. W 2011 roku liczyła 2974 mieszkańców.